# Henri Béraud
Henri Béraud, (Lyon, 21 de setembro de 1885 – Saint-Clément-des-Baleines, 28 de outubro de 1958), também conhecido como Tristan Audebert, era um escritor e jornalista francês. Ele foi condenado à morte – mais tarde comutado para prisão perpétua – por colaboração com os alemães, em 1945.

## Vida
Henri Béraud era filho de um padeiro. Em 1903 iniciou seu trabalho no jornalismo. Ele se juntou ao semanário satírico Le Canard enchaîné em fevereiro de 1917, recomendado por Paul Vaillant-Couturier e Roland Dorgeles. Ele renovou sua antiga amizade com Albert Londres. Ele publicou histórias, uma curta série (L'angoisse du mercanti ou le compte du tonneau em 1918), um estudo sobre o humor Lyonnais e, especialmente, artigos polêmicos.
Mais tarde, ele se tornou conhecido como um dos romancistas e repórteres mais vendidos da França, e ganhou o Prix Goncourt em 1922. Ele era virulentamente anglofóbico e, em menor grau, antissemita. Esses fatores o levaram a apoiar França de Vichy.
Sua ajuda do governo de Vichy fez com que fosse condenado à morte em 1945, mas vários escritores, incluindo François Mauriac, intervieram em seu nome. A sentença foi comutada por Charles de Gaulle para prisão perpétua. Em 1950, ele foi libertado por motivos de saúde. Ele morreu oito anos depois.

## Trabalhos
- L'École moderne de peinture lyonnaise (1912)
- Le Vitriol de Lune (1921, prix Goncourt 1922)
- Le Martyre de l'obèse, (prix Goncourt 1922)
- Lazarus, Albin Michel, 1924 (republicado em 2006 pela Hippocampus Press junto com An Exchange of Souls de Barry Pain, ed. ST Joshi)
- Ce que j'ai vu à Moscou, Les Éditions de France 1925
- Le Bois du templier pendu, Les Éditions de France, 1926
- Ce que j'ai vu à Berlin, Les Éditions de France, 1926
- La Gerbe d'or, Les Éditions de France, 1928
- Ce que j'ai vu à Rome, Les Éditions de France, 1929
- Qu’as-tu fait de ta jeunesse? (1941)
- Les Lurons de Sabolas (1932)
- Ciel de suie (1933)
- Faut-il réduire l'Angleterre en esclavage (1935)
- Les raisons d'un silence, Inter-France, 1944
- Les derniers beaux jours, Plon, 1953
- Portraits de contemporains
- Retour sentimental vers Alphonse Daudet, 2001
- Écrits dans Gringoire (1928–1937), 2003
- Au Capucin Gourmand
- Le Flâneur salarié
- "Rendez-vous européens, Les Éditions de France, 1928